# Hudenje
Hudenje je naselje v Občini Škocjan.